# 943 Begonia
943 Begonia
943 Begonia là một tiểu hành tinh bay quanh Mặt Trời.